# Die Schläfer im Moor
Die Schläfer im Moor ist der Titel der deutschen Übersetzung des dänischen Fachbuches Mosefolket: Jernalderens Mennersker bevaret i 2000 AR des dänischen Archäologen Peter Vilhelm Glob, über die archäologischen Untersuchungen von Nordeuropäischen Moorleichenfunden. Das dänische Original wurde im Jahre 1965 vom Verlag Gyldendal veröffentlicht. Bereits kurz nach der dänischen Erstveröffentlichung wurde das Buch 1966 von Thyra Dorenburg ins Deutsche übersetzt und vom Winkler-Verlag aufgelegt. Im gleichen Jahr folgte eine französische Übersetzung durch Eric Eydoux und 1969 wurde es vom Archäologen Rupert Bruce-Mitford in englischer Übersetzung bei Faber and Faber London publiziert.
Das Buch ist in sechs Kapitel gegliedert. Das erste Kapitel ist dem Tollund-Mann und das zweite dem Grauballe-Mann gewidmet, die beide nur wenige Jahre zuvor auf Jütland entdeckt wurden und zu den bekanntesten Moorleichen der Eisenzeit gehören. Das dritte und vierte Kapitel behandeln den Kontext der Moorleichenfunde aus Dänemark und den übrigen Teilen Europas. Die letzten beiden Kapitel beleuchten die Lebensumstände und Bestattungsriten der eisenzeitlichen Menschen Dänemarks.
Globs Buch wurde international sehr positiv aufgenommen und erhielt zahlreiche lobende Bewertungen, unter anderem von Barry Cunliffe in der Zeitschrift Nature oder Ralph M. Rowlett in der Zeitschrift American Anthropologist. Unter anderem lobten sie Globs Schreibstil, die von ihm vorgebrachten Argumente und seine Verwendung von Abbildungen und Fotos. In den folgenden Jahrzehnten wurden die Fachkritiken über Globs Schlussfolgerungen jedoch differenzierter.

## Zusammenfassung
Kapitel eins behandelt den Mann von Tollund, der im Jahre 1950 in einem Hochmoor im Bjaeldskovdal, zehn Kilometer westlich von Silkeborg in Dänemark entdeckt wurde. Glob beschreibt die Ausgrabung der Leiche und seinen persönlichen Beitrag bei der Bearbeitung, der Bergung und Überstellung des Fundes an das Dänische Nationalmuseum in Kopenhagen. Er gibt einen detaillierten Überblick über die wissenschaftliche Bearbeitung und Konservierung des Fundes, insbesondere wie der Kopf des Tollund-Mannes für die Ausstellung im Silkeborg-Museum präpariert wurde. Daneben behandelt er auch den archäologischen Kontext, die wissenschaftlichen Untersuchungsergebnisse zu Lebens-, Todesumständen und Kleidung und nicht zuletzt der letzten Mahlzeit des Tollund-Mannes.
Im zweiten Kapitel mit dem Titel Der Mann von Grauballe befasst sich Glob mit der gleichnamigen Moorleiche, die 1952 im Nebelgårdsmose, etwa 18 km östlich von Tollund gefunden wurde. Wie im vorangegangenen Kapitel erörtert er seine persönliche Sicht bei der Entdeckung, der wissenschaftlichen Untersuchung und Konservierung des Fundes sowie die Umstände zu einem Tod und Begräbnis.
Im dritten Kapitel Das Moorvolk in Dänemark stellt Glob fest, dass mehr als 150 Moorleichen alleine aus Dänemark bekannt sind. Er stellt exemplarisch eine Reihe von Funden vor wie die Frau von Haraldskær und die Moorleichen von Borremose und arbeitet deren Gemeinsamkeiten heraus. Im Anbetracht dessen, dass viele Moorleichen im 19. und frühen 20. Jahrhundert entdeckt wurden, stellt er fest, dass auf Grund der unzulänglichen Konservierungs- und wissenschaftlichen Untersuchungsmöglichkeiten bislang noch nicht viel über diese Funde bekannt war.
Kapitel vier Das Moorvolk in anderen Ländern stellt ähnliche Moorleichenfunde aus Deutschland und den Niederlanden, wie das Kind von Windeby, vor und verweist auf ein Projekt zur Katalogisierung aller bekannten Moorleichenfunde durch den deutschen Archäologen Alfred Dieck.
So haben sie gelebt ist der Titel des fünften Kapitels. Es stellt im größeren Zusammenhang das Leben der eisenzeitlichen Menschen auf der dänischen Halbinsel dar, wie beispielsweise soziale Ordnung, Siedlungs- und Hausbau sowie Kleidung.
Das letzte Kapitel, Wenn der Tod kam, gibt einen Überblick über die Stätten des Sterbens in der dänischen Eisenzeit, es stellt die allgemein übliche Bestattungsform der Brandbestattung vor und weist auf Abweichungen wie die Versenkung von Toten in Sümpfen und Mooren hin. Glob argumentiert, dass letztere ein Beleg für die von Tacitus in seinem Werk Germania beschriebene, weit verbreitete Tradition der Menschenopferung an die Fruchtbarkeitsgottheit Nerthus seien. eine Deutung, die heute oft nicht mehr so vehement vertreten wird.

## Wissenschaftliche Rezeption
Der englische Archäologe Barry Cunliffe von der Universität Southampton veröffentlichte 1969 eine ausführliche Rezension in der Zeitschrift Nature. Darin beschreibt er als einzige Enttäuschung in Globs Buch den Mangel an Informationen über das tägliche Leben und die sozialen Strukturen im eisenzeitlichen Dänemark. Diesen Mangel sieht er aber durch die übrigen Kapitel mehr als ausgeglichen. Glob habe in detektivischer Manier ein Bild der rituellen Praktiken der eisenzeitlichen Menschen vorgestellt. Cunliffe lobt die Verwendung von Fotografien, die er als brillant beschreibt. Ebenso lobt Cunliffe die englische Übersetzung von Bruce-Mitford, deren Gesamtwirkung er als anregend und herausfordernd beschreibt. Zusammenfassend bewertet er die englische Übersetzung als „großartiges Buch, voller Details und Faszination“, das gleichermaßen Fachleute und eine archäologisch interessierte Leserschaft anspricht.
Ralph M. Rowlett von der Universität Missouri veröffentlichte 1970 eine Rezension in der Zeitschrift American Anthropologist. Er merkt an, dass viel in Globs Buch auch für Anthropologen von Interesse ist, und er hoffe, dass sie sich nicht durch Globs auf sein dänisches Publikum abzielenden „Klatsch und Anekdoten“ und seinen „sehr persönlichen und kulturell ultra-dänischen Ton“ abschrecken ließen. Er lobt Globs Heranziehung ethnologischer Vergleiche und der römischen Literatur zur Beleuchtung der Lebensumstände in der Eisenzeit und beschreibt das Buch als eine der besten modernen ethnographischen Beschreibungen der Nordgermanen seiner Zeit. Weiterhin sieht er Globs Theorien als Bestätigung für die Echtheit der Schilderungen Tacitus'. Rowlett lobt Bruce-Mitfords Übersetzung, stellt jedoch eine „leichte Tendenz zur Über-Übersetzung“ bei den Ortsnamen fest und steht der Konvertierung metrischer Maßangaben in das Angloamerikanische Maßsystem ablehnend gegenüber. Abschließend stellt Rowlett fest, dass durch Globs Werk zusammen mit der in Arbeit befindlichen Katalogisierung der Moorleichen durch Alfred Dieck ein Anfang für ein keineswegs erschöpftes Feld der Wissenschaft gelegt wurde.

## Allgemeine Rezeption
In einem wissenschaftlichen Aufsatz von 1995 kritisiert C. S. Briggs von der Royal Commission on Ancient Historical Monuments of Wales Globs voreilig gezogene Schlüsse, die er seiner Ansicht nach nicht schlüssig durch archäologische Nachweise begründete. Briggs fragt sinngemäß: „ob Globs Buch auch heutzutage noch den Mindeststandards guter wissenschaftlicher Praxis genügt“. Insbesondere merkt Briggs an, dass Glob zahlreiche Moorleichen als eisenzeitlich einordnete, bevor diese durch eine 14C-Datierung sicher datiert wurden. Außerdem bemängelt er Globs allzu selbstsichere Deutung der aus dem Mittelalter stammenden Frau von Drumkeeragh als dänische Wikingerin, ohne dafür unterstützende Nachweise vorzulegen.
In seinem 1996 erschienenen Buch Mumien aus dem Moor – Die vor- und frühgeschichtlichen Moorleichen aus Nordwesteuropa beschreibt Wijnand van der Sanden Globs Werk als „gut und verständlich geschrieben“. „Durch kein anderes Buch sind die Moorleichen schließlich auch so bekannt geworden wie durch dieses für die breite Öffentlichkeit geschriebene Werk.“ Mit Bewunderung bemerkt er, dass er „es - zu seiner Zeit – selber gern geschrieben“ hätte.
In ihrem 2007 erschienenen Aufsatzband über die wissenschaftliche Neubearbeitung des Grauballe-Mannes erklären Pauline Asingh und Niels Lynnerup, dass Globs Buch einen wesentlichen Beitrag zur Erforschung der Moorleichen leistete und das Interesse vieler Menschen an der Vorgeschichte weckte.
In ihrer Studie zur kulturellen und künstlerischen Rezeption der Moorleichen bemerkt Karin Sanders 2009, dass ihr Interesse für die die Archäologie beim Lesen von Globs Buch in der Bibliothek ihrer Grundschule in der Nähe von Kopenhagen geweckt wurde. Sie bezeichnet das Buch als Klassiker, das auch noch im 21. Jahrhundert zu den Grundlagenwerken über künstlerische Ausdrucksformen der Moorleichen gehöre. Bei ihren Forschungsarbeiten über den Einfluss von Globs Werk stellte sie fest, dass viele Künstler und Gelehrte es für ihre Auseinandersetzung mit dem Thema Moorleichen als Grundlage verwendeten. Glob verstand es vorzüglich, eine nüchterne archäologische Faktenvorlage mit einer Erzählung zu vermischen und das Potenzial einer Interaktion von Fakten und Fiktion voll auszuschöpfen. Das Magische an Globs Text liege nicht nur in seinem sensationellen Gegenstand, sondern auch in seiner Erzählweise, einer Mischung aus wissenschaftlich-archäologischem Diskurs und mythologisch-poetischer Erzählung, und nicht zuletzt in dem Einsatz der Fotografien.

## Bedeutung
Peter Vilhelm Globs Mosefolket kann als erstes populärwissenschaftliches Werk zur Moorleichenforschung gezählt werden. Es war Grundlage für eine allgemeine Beachtung von Moorleichenfunden in Wissenschaft und Öffentlichkeit. Mit diesem Buch verlieh Glob der europäischen Moorleichenforschung neue Impulse.

## Ausgaben
- Peter Vilhelm Glob: Mosefolket: Jernalderens Mennersker bevaret i 2000 AR. Gyldendal, København 1965 (dänisch).
- Peter Vilhelm Glob: Die Schläfer im Moor. Winkler, München 1966.
- Peter Vilhelm Glob: Les hommes de tourbières. Fayard, Paris 1966 (französisch).
- Peter Vilhelm Glob: The Bog People: Iron-Age Man Preserved. Faber and Faber, London 1969 (englisch).
- Peter Vilhelm Glob: Mummies uit het veen: IJzertijdmensen tweeduizend jaar bewaard. Strengholt, Amsterdam 1971, ISBN 90-6010-209-6 (niederländisch).